# 丸の内 (岡山市)
丸の内（まるのうち）は、岡山県岡山市北区にある町丁である。岡山城本丸が所在する。
郵便番号は〒700-0823（岡山中央郵便局管区）。

## 概要
岡山市中心市街地にあり、旧内山下地区の県庁通りから北部にあたる。
旧岡山市立内山下小学校東南角にある石山跡から南下して内山下一丁目の南端、旧大手門跡付近に達した街路（石山みち）を境に、西側が丸の内一丁目、東側が丸の内二丁目となる。
当地の南側は内山下、西側は表町、北側は石関町・天神町、東側には旭川が南流しており、旭川を挟んで後楽園・古京町と接している。丸の内総務省統計局「地図で見る統計（統計GIS）の数値丁目の県庁通り南側には岡山県庁が所在する（内山下二丁目）。
町区改訂のため、現在は丸の内二丁目に岡山城本丸（鳥城公園）が所在するほか、岡山市民会館、林原美術館、岡山県立図書館、RSKホールディングスなどがある。また、一丁目には日本銀行岡山支店や中国銀行の本店などが所在している。
以前は、上記の他に当地には、岡山赤十字病院や榊原病院、岡山市立美術館、NHK岡山放送局なども立地していたが、いずれも市内他所へ移転している。また、当地には岡山市立内山下小学校や岡山市立丸の内中学校も所在していたが、周囲の学校との統廃合により、両校とも閉校となっている。丸の内中学校跡地には前述の県立図書館が新設されている。なお、岡山市立内山下幼稚園は現存する。

## 沿革

### 歴史
天正元年 (1573年)、宇喜多直家が現在の山陽放送あたりにあった石山城に入城すると、直ちに城下町の経営に着手、子・秀家は石山の東の岡山に本丸を移し、現在の内山下・石関町などの一帯を城郭に取り込み、これを中心にして城下町の骨格を作り上げた。
丸の内は内山下や天神町・石関町なども含め岡山の地名の発祥地であるといえる。

### 地名の由来
「丸の内」とは、城郭の内側を意味する言葉である。当地の大部分は岡山城の内部にあたり、さらに当地内に本丸が所在することが地名の由来となっている。

### 年表
- 1970年（昭和45年）10月20日 - 住居表示の実施に伴い、内山下の一部から丸の内一丁目、丸の内二丁目を新設する[8]。

## 地勢
河川
- 旭川

丘
- 石山 - 山陽放送や旧内山下小学校南東あたり
- 岡山 - 岡山城本丸の地

いずれも小規模な丘であり、市街化のため存在はわかりにくくなっている。

## 世帯数と人口
2024年（令和6年）6月30日現在（岡山市発表）の世帯数と人口は以下の通りである。
| 丁目         | 世帯数  | 人口  | 男    | 女    |
| ------------ | ------- | ----- | ----- | ----- |
| 丸の内一丁目 | 180世帯 | 313人 | 133人 | 180人 |
| 丸の内二丁目 | 158世帯 | 280人 | 122人 | 158人 |

## 小・中学校の学区
公立の小・中学校に通学する場合、学区は次のように指定されている 。
| 区域         | 小学校         | 中学校         |
| ------------ | -------------- | -------------- |
| 丸の内一丁目 | 岡山中央小学校 | 岡山中央中学校 |
| 丸の内二丁目 | 岡山中央小学校 | 岡山中央中学校 |

## 主要施設
公的施設
- 岡山市民会館 - 2丁目
- 岡山県立図書館 - 2丁目

教育施設
- 岡山市立内山下幼稚園 - 2丁目

医療・福祉施設
- 表町診療所 - 1丁目
- 三宅歯科 - 2丁目
- 田村皮膚科泌尿器科医院 - 2丁目
- 日本赤十字社岡山県支部 - 2丁目

金融機関
- 日本銀行岡山支店 - 1丁目
- 中国銀行本店 - 1丁目

一般企業・商店
- ホテルコンフォート岡山 - 1丁目
- 岡山禁酒会館 - 1丁目
- シネマクレール丸の内 - 1丁目
- アイサワ工業 - 1丁目
- RSK山陽放送 - 2丁目

文化施設
- 林原美術館 - 2丁目

神社仏閣
- 念佛宗無量寿寺岡山別院 - 1丁目

史跡・観光名所
- 岡山城西丸西手櫓 - 1丁目
- 烏城公園 - 2丁目
  - 岡山城本丸
  - 岡山城月見櫓

## 交通
道路
- 烏城みち
- 石山みち
- 県庁通り
- 城下筋（岡山県道27号）

路面電車
- 岡山電気軌道東山線
  - 県庁通り停留場

## ゆかりのある人物
- 野津克巳（オハヨー乳業創業者） - 住所が丸の内2丁目[10]。